# Гамбоа, Франсиско Антонио
Франсиско Антонио Гамбоа Эррера (исп. Francisco Antonio Gamboa Herrera; 17 мая 1866, Кали, Колумбия — 28 марта 1908, Сан-Сальвадор, Сальвадор) — сальвадорский педагог, поэт и писатель колумбийского происхождения.

## Биография
Франциско Антонио Гамбоа родился в городе Кали в Колумбии 17 мая 1866 года. Он был старшим сыном дона Матео Гамбоа-Льяноса и доньи Тересы Эрреры-Кордовы. У него была сестра Мария Антония и братья Паулино, Федерико, Исайас, Эсекиэль и Матео (трое последних также посвятили себя литературе). Грамоте его обучила мать, затем он продолжил учебу в колледже Санта-Либрада в Кали, после в школе в Попаяне в Колумбии. Во время войны в 1885 году Франсиско прервал учёбу и стал участником революции, выступив на стороне либералов.
После войны, опасаясь политических репрессий, он эмигрировал в Сальвадор. Вместе с соотечественниками Марсиалем Крус-Велесом, Виктором Дюбарри, Хустиниано Ренфихо-Нуньесом вошёл в группу колумбийцев, которые по приглашению главы Сальвадора, президента Франсиско Менендеса, приняли участие в реформе сальвадорского образования. В рамках этой миссии Франсиско Гамбоа был назначен на должность инспектора, после директора народного начального образования. Им были написаны и изданы педагогические методические пособия, опубликованы многочисленные статьи на данную тему. Он представлял страну на Первом Центральноамериканском педагогическом съезде в Гватемале в 1894 году. Предложенная им образовательная программа была принята во всех странах региона. Позже он основал и возглавил лицей в Сан-Сальвадоре.
Итогом его исследований и педагогического опыта стала книга «Практическая грамматика испанского языка», написанная им в соответствии с требованиями Королевской академии испанского языка. Сочинение получило высокую оценку известного филолога Руфино Хосе Куэрво. В 1932 году министерство образования Сальвадора утвердило эту книгу, в качестве учебного пособия для всех школ Сальвадора.
В 1894 году издал первый поэтический сборник «Двенадцать стихов». Женился на кубинке донье Эсперансе Кесада-Аранго. В семье родились шестеро детей: Мария Тереза, Мария Эсперанса, Франсиско, Гильермо, Консуэло и Мария Эрминия.
Ему был предложен пост министра образования Сальвадора, но для этого Франсиско пришлось бы отказаться от колумбийского гражданства в пользу сальвадорского. Однако он уже согласился занять должность генерального консула Колумбии в Сальвадоре.
Последние два года жизни были болезненными для него и членов его семьи. Из-за начавшихся проблем с памятью, семья была вынуждена изолировать Франсиско. Он умер в Сан-Сальвадоре 28 марта 1908 года.